# Captation (audiovisuel)
Pour les articles homonymes, voir Captation.
Ne doit pas être confondu avec la Enregistrement vidéo.

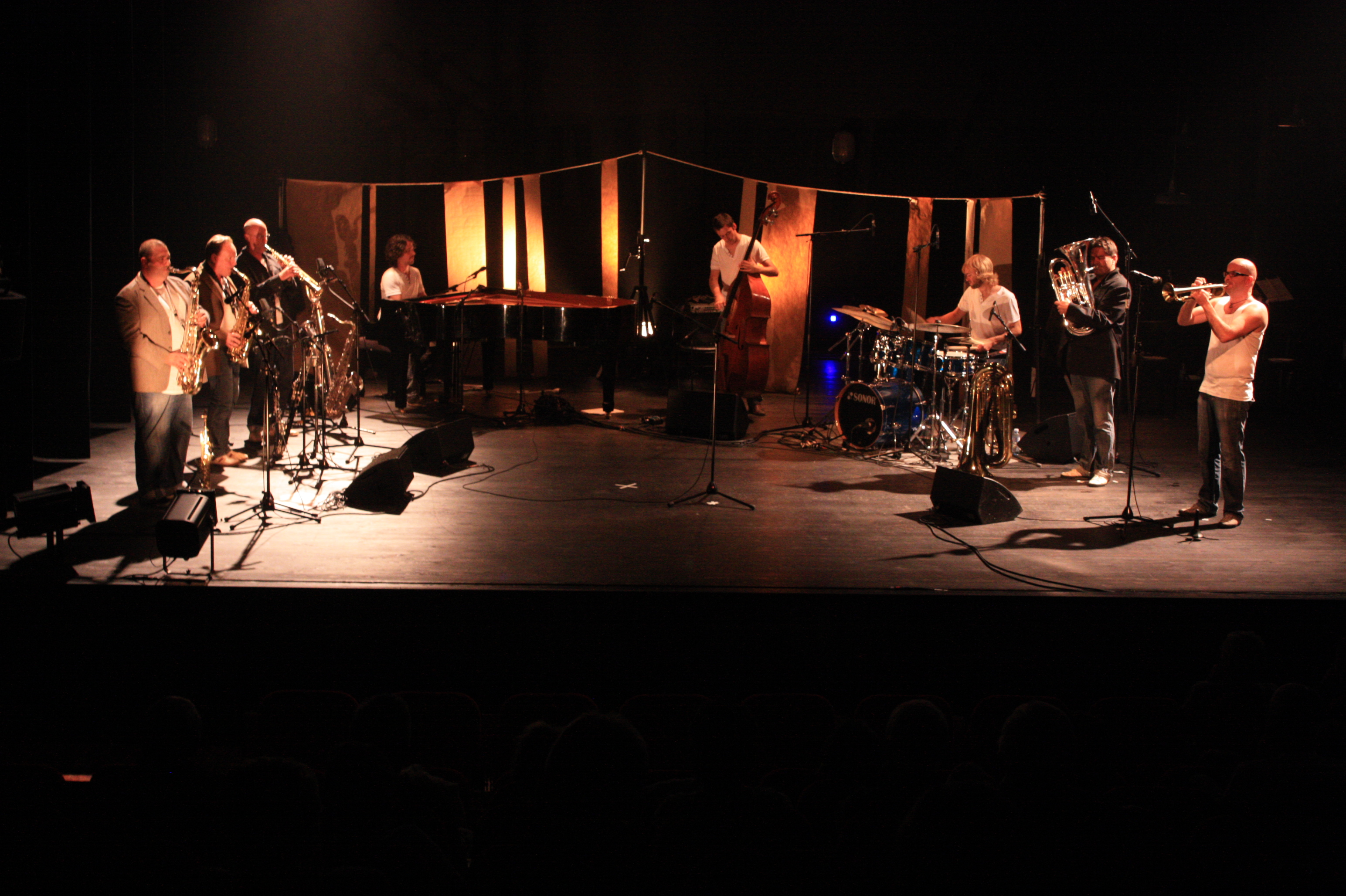
Captation d'une prestation musicale.

Dans le monde de l'audiovisuel, une captation est un enregistrement vidéo d'un spectacle vivant, un spectacle musical, une pièce de théâtre ou d'un opéra sur un support vidéo pour une réutilisation commerciale, sous forme de vidéos (DVD, cassette vidéo, streaming, etc.) ou sonore (cassette audio, disque compact, streaming, etc.) ou d'une diffusion à la télévision.